# GETTING BETTER DEMO
GETTING BETTER DEMO（ゲッティング・ベター・デモ）は、1983年3月に海外用デモテープとしてレコーディングされたオフコースの未発表音源。

## 解説
鈴木康博が脱退したオフコースは、新たな戦略として全米進出を計画した。この計画は、主に小田和正を中心として1982年末頃から進められ、1983年3月、「We are」、「over」、「I LOVE YOU」、「NEXT SOUND TRACK」から計9曲を選抜し、英詞化したものを海外用プロモーションテープとしてレコーディングした。 この音源集は、当時の彼らのプライベートスタジオ名にちなみ、“GETTING BETTER DEMO”と題された。
日本史ではあまりお目にかかれない音源であるが、アナログ全盛時代にあるため、カセットテープを元にダビング・コピーを重ねられている音源でしか流れないので、現在youtubeなどにあがっているものは、既に何世代か後の音源である。当時の時代における極々初期ブートとして認識されることになる。
作詞は、スタッフの知り合いだったアイルランド人のジミー・コンプトンが作ったものをベースにメンバーとフィリップ・H・ローズが手直しして完成させた。しかし、詞がイギリス的だったからなのか、「アメリカの業界には受けないどころかボロクソに言われ、その後のジミーの意気消沈ぶりはすごかった」と松尾一彦はソロライブで度々コメントしている。
バックトラックはそれぞれのオリジナルをリミックス（日本語コーラストラックを差し引いている)。1970年にロジャー・ニコルズとポール・ウィリアムスが自分たちの曲を売り込むために作成したデモ・ヴァージョン集のように、自身を売り込むだけでなく、楽曲が採用されるようにアメリカの管理会社に置くための楽曲集でもあったと思われる（この事によって、KBC Bandが『さよなら』をSAYONARAとカヴァーしている。歌詞は一緒で、アレンジは全く違う。加えて作詞曲のクレジットが K. Kazuhiko, T. Matsuyamaのように、小田和正名義ではなくなっている。こういう所からも、残念な作品集である）。音源が表立って出回りだしたのはwinnyというファイル交換サイトが流行ってからである（128ビットレートの決して高音質ではなく、mp3という当時では普通の設定ですでにモノラルであった [意図的に音質を落とした可能性がある]。元の音源は先のwinnyが出回りだしていた頃に、とあるアーティストのブログに上がっていた、であろう（写真上）テクニクスのカセットテープを基に起こされている、と思われる）。
この音源集は未だに日の目を見ることがなく、業界内の一部関係者しか所持していない。裏では出回っているという事実もあるが、音質は悪く（とはいえオリジナルは当時の標準音質）、何故か松尾による作曲の楽曲のみ(作為的)音飛びが入っている（音源元がレコードではない事からも、音源集としてはしっかりした音源なのは容易に解る。レコードにおける音飛びではないのが一聴して判る）。但し、出回っている音源を所持している有志が欠損部分を元音源と組み合わせるなど補填された音源も存在する。

## 音源の公開を巡る、メンバーの発言
この音源に関して松尾は、コンサートや公式HPにて何度かコメントをしている。
- 「音源は俺自身も持ってないし、原盤権はもともとオフコースカンパニーが持っていたと思うけど、今現在の行方は分かりません。だから公式発表は絶望的だと思います。聴いたことがあるという人もいるみたいだから、そういったところから聴く機会があるかもしれないけど」（2010年5月8日のファンとの食事を交えたコンサートにて。ファンからの質問に対し）
- 「この音源はあくまでデモテープ。ですから世に出ることはありません」（公式HPのBBS上にて）

また、この音源に限らず、「We are」のツアー映像など、記録されながらも公式発売されなかった資料全般に関しても、建設的なコメントをしている。
- 「今オフコースは、ユニバーサルとソニーが(権利)持ってるんだけども、それ(要望)は僕に言わないで、そっちに言ってもらえれば、ガンガン。メンバーは簡単に動けないんだよね。それはレコード会社に言ってもらわないと。レコード会社に動いてもらわないとってことになるんで。レコード会社が行けると思うと、レコード会社が一生懸命動くので。メンバーに言っても無理なんです。権利を持ってるところがあるんで、そこは触れないんですよ」(ファンからの「We are」のライブ映像完全版をどうしても観たいという声に)
- 「もうオフコースを知っている人(アルバム未収録のB面曲など当時の細かいことを熟知している人物)は業界(のしかるべきポスト等)にはいません。レコード会社の若い人は興味ないわけだし。だから俺らに言っても実現はしないんです。実現したかったらレコード会社に言わなきゃいけないんです」(同上)

## 収録曲
1. SAYONARA（原曲：さよなら）
作曲：小田和正
1986年に、KBC Band(ジェファーソン・エアプレインのメンバーらが結成)の演奏によって（K. Kazuhiko, T. Matsuyamaのクレジットにおいて）この英語バージョンが公式発表されている。因みにリード・ボーカルのマーティ・バリンは、それ以前の1983年、ソロとして松尾作曲の『There's no shoulder』を発表している。それを稲垣潤一が日本語カバーしたものが、3rdアルバム『J.I.』収録の『一人のままで』である。
2. CITY NIGHTS（原曲：哀しいくらい）
作曲：小田和正
のちに、この音源集の中で唯一シングルB面曲として世に出ることとなった（但しキーを下げて再録。若干歌詞も変わっている）。F.O.が少し早い。
3. YES-YES-YES
作曲：小田和正
この音源で唯一原曲とタイトルが同じである。原曲にあった「ねぇ、私のこと好き？」という女性の小さな声は省かれ、その部分にオリジナルにはないコーラスが入っている。
4. QUIET AS THE NIGHT（原曲：きかせて）
作曲：小田和正
5. THE LITTLE ONES（原曲：生まれ来る子供たちのために）
作曲：小田和正
原曲の小田による語りがあった部分には、欧米人による英語の語りが入っている。
6. THE PRICE OF FAME（原曲：NEXTのテーマ～僕等がいた）
作曲：小田和正
7. MYSTERY IN MY LIFE（原曲：哀しき街）
作曲：松尾一彦
8. IT'S NOT MY AFFAIR（原曲：せつなくて）
作曲：松尾一彦
松尾のリードボーカル曲。原曲では、サビの際のファルセットによるおっかけコーラス（原曲では「せーつーなくーてー」の部分にあたる）が鈴木によるものだったが、レコーディングは鈴木脱退後のため、清水によるものである。これとは別に、「Stay with me tonight」と題された英語詞（作詞はジョン・ラン）のデモテープの存在が、松尾の口から明かされている。（ボーカル担当は松尾ではなく、リチャード・ペイジ）
9. GOOD TO HAVE YOU HERE（原曲：Yes-No）
作曲：小田和正